# スペース・リヴォルヴァー
『スペース・リヴォルヴァー』（Space Revolver）は、スウェーデンのプログレッシブ・ロック・バンド、ザ・フラワー・キングスが2000年に発表した5作目のスタジオ・アルバム。

## 解説
オリジナル・ベーシストのマイケル・ストルトに代わり、ヨナス・レインゴールドが加入した。「モンスター・ウィズィン」は、元々はバンドの中心人物ロイネ・ストルトの別プロジェクト「トランスアトランティック」のために作られた曲で、アドルフ・ヒトラーの演説がサンプリングされている。
Michael AskounesはAll About Jazzにおいて「ザ・フラワー・キングスの過去の作品よりも遙かに野心的である」「前ベーシストのマイケル・ストルトも決して悪くなかったが、レインゴールドの演奏は更にレベルが高く、"Rumble Fish Twist"における、開いた口も塞がらないようなベース・ソロを聴けば、そのことが分かるだろう」と評している。また、Glenn Astaritaはオールミュージックにおいて5点満点中4点を付け「時折コンテンポラリー・ジャズにも傾倒した、複雑なアレンジと結束力のあるアンサンブルで、多種多様な要素に触れている」と評している。

## 収録曲
特記なき楽曲はロイネ・ストルト作。3.はインストゥルメンタル。
1. アイ・アム・ザ・サン（パート1） "I Am the Sun (Part One)" - 15:03
2. ドリーム・オン・ドリーマー "Dream On Dreamer" (Roine Stolt, Tomas Bodin) - 2:42
3. ランブル・フィッシュ・ツイスト "Rumble Fish Twist" (T. Bodin) - 8:05
4. モンスター・ウィズィン "Monster Within" - 12:55
5. チキン・ファーマー・ソング "Chicken Farmer Song" - 5:11
6. アンダードッグ "Underdog" - 5:29
7. ユー・ドント・ノウ・ホワット・ユーヴ・ガット "You Don't Know What You've Got" (Hans Fröberg) - 2:39
8. スレイヴ・トゥ・マネー "Slave to Money" - 7:30
9. キングス・プレイヤー "A King's Prayer" - 6:01
10. アイ・アム・ザ・サン（パート2） "I Am the Sun (Part Two)" - 10:39

### 日本初回盤(MICP-90004)ボーナス・ディスク
1. 2. 4. 5.はインストゥルメンタル。
1. ザ・メドウ "The Meadow" (Jonas Reingold) - 3:12
2. グッド・ハート "A Good Heart (Demo)" - 5:21
3. ドリーム・オン・ドリーマー（ディファレント・ヴァージョン） "Dream On Dreamer (Alternative Take)" (R. Stolt, T. Bodin) - 2:17
4. ヴィーナス・フライトラップ "Venus Flytrap" (T. Bodin) - 6:26
5. ラスト・エグジット "Last Exit" - 9:17

## 参加ミュージシャン
- ロイネ・ストルト - リード・ボーカル、バッキング・ボーカル、ギター、ベース
- ハッセ・フレベリ - リード・ボーカル、バッキング・ボーカル、アコースティック・ギター
- トマス・ボディーン - ピアノ、オルガン、シンセサイザー、メロトロン
- ヨナス・レインゴールド - ベース、フレットレスベース
- ハイメ・サラザール - ドラムス
- ハッセ・ブルニウソン - パーカッション

ゲスト・ミュージシャン
- ウルフ・ヴァランデル - ソプラノ・サクソフォーン